# Торфовий віск
Торфовий віск (рос. торфяной воск, англ. peat wax, нім. Torfwachs n) — різновид торфового бітуму, що отримують з торфу при екстракції бензином.

## Загальний опис
В органічній масі торфового бітуму виділяють: віск, смоли і парафіни, кількість яких у вихідному продукті залежить від складу розчинника. При екстракції торфового бітуму бензином одержують до 80 % торфового воску, спиртобензолом — до 30 % торфового воску і значну частину смолистих речовин. Розрізнюють сирий торфовий віск, знесмолений і рафінований. Властивості торфового воску характеризуються температурами плавлення, каплепадіння, кислотним, ефірним, йодним числами і інш.

## Різновиди
- Сирий торфовий віск — екстракт, що витягується з бітумоносних торфів бензином. Це пековидна маса від темно-коричневого до чорного кольору з температурою кипіння 70−80 °С, плавлення 50−75 °С, що містить 40−45 % воску, 40−45 % парафіну, 20−10 % смол, до 10 % механічних домішок і 0,5 % вологи, кислотне число — 30−60, число омилення — 100–160, водне число — 15−30, температура краплепадіння — 70−80 °С. Сировиною для отримання сирого торфового воску служить торф із вмістом бітуму не менше 5 %, зольністю не більше 8 % і робочою вологістю до 50 %.

- Знесмолений торфовий віск отримують обробкою сирого воску охолодженим до 0−5 °С бензином, в якому розчиняється смолиста частина, з подальшою промивкою воску чистим розчинником і продуванням гострою парою для видалення бензину. У знесмоленому торфовому воску вміст воску не менше 90 %, смол до 10 %, температура плавлення 78 °С, колір темно-коричневий.

- Рафінований торфовий віск отримують зі знесмоленого торфового воску вакуумною дистиляцією, очищенням селективними розчинниками, окисненням перманганатом калію, азотною кислотою, сумішшю азотної і сірчаної кислот, хромовою кислотою і двохромовокислим калієм і іншими окиснювачами. Рафінування проводять з метою виділення або руйнування забарвлюючих речовин. У результаті отримують світло-жовтий віск з температурою плавлення 79 °С, що містить до 93 % вільних кислот. Кислотне число 120–260, число омилення 180–220, водне число не більше 8. Етерифікацією рафінованого воску спиртами отримують етерифікований рафінований віск.

## Використання
Торфовий віск широко використовується в точному литті, для отримання полірувальних мастил, полірування хромованих і нікельованих виробів, для просочення паперу, шкіри, дерева, у виробництві олівців і косметики. У емульгованому вигляді віск входить до антиадгезійних сумішей, що використовуються при отриманні виробів з пінополіуретану, спиртові екстракти воску і смола використовуються при виробництві медичних препаратів, інгібіторів корозії металів, для одержання промивних і консерваційних речовин.